# 브라운베스
브라운베스(Brown Bess)는 18세기 영국 육군의 제식 머스킷과 그 파생 무기에 붙은 별명이다. 기원은 불명확하며, 75구경 플린트락식 장총이다. 대영 제국 확장기에 사용된 무기로 그 활약은 물론이거나와 곧 영국 육군을 상징하는 무기로 역사에 이름을 남겼다. 한 세기 이상 사용되었기 때문에, 설계에서 약간의 세세한 변화가 있었다. 대표적인 버전으로는 롱 랜드형과 쇼트 랜드형, 인디아형, 뉴랜드형, 해상용 머스킷 등이 있다.
롱 랜드 머스킷과 그 변종은 모두 75구경 플린트락이며, 대영제국 육군의 표준 장총으로 1722년에서 뇌관 활강총이 나온 1883년까지 사용되었다. 영국의 군수체계는 플린트락에서 1839년형 머스킷으로 알려진 새로운 뇌관 체계로 바뀌었다. 1841년 런던탑 화재는 교체도 되기 전 많은 머스킷들을 파괴했다. 19세기 중반까지도 브라운 베스는 많이 사용되었다.
어떤 것은 당시 유럽 무역상들에게서 구매하여 1820년대에서 1830년대 벌어진 머스킷 전쟁에서 마오리 전사들에 의해 사용되기도 했다. 일부는 1857년 인디언 반란 때 사용되기도 했고, 1879년 영국-줄루 전쟁 때 유럽 무역상들에게 구매를 한 줄루 족 전사들이 사용하기도 했다. 또한 일부는 멕시코 군에게 판매가 되었는데, 그들은 1836년 텍사스 혁명 때 사용을 했고, 또한 그 총으로 1846년에서 1848년까지 벌어진 멕시코-미국 전쟁에서도 사용되기도 했다. 심지어 1862년 쉴로 전투에서 사용되기도 했다.
미국 식민지의 남자들은 총기를 소지하도록 법적으로 명시되어 있었다. 롱 랜드형 장총은 미국 독립 전쟁 때 양측이 가장 보편적으로 사용한 무기이다.

## 육상형 머스킷
17세기부터 18세기까지 대부분의 국가는 표준화기를 지정하지 않았다. 화기는 관리들이나 1740년대 말 정부에 의해 개별적으로 구매되었고, 종종 구매자의 기호에 맞게끔 제작되었다. 전쟁터에서 화기의 비중이 높아지자, 표준화의 부족은 탄환과 수리 부품의 공급에 난맥을 겪게 되었다. 이러한 어려움을 개선하고자, 군은 표준형을 채용하기 시작했다. 군대는 패턴 룸에 패턴 머스킷이 저장되도록 했으며, 그곳에서 무기제작자들에게 참고를 하게 하여, 정확한 수치를 적용하여 표준에 맞추게 했다.

### 변종

#### 긴 육상형
- 사용; 1722–1793, 표준 보병 머스킷 1722-1768 (1786년부터 짧은 육상형 보충용).
- 총신 길이; 46인치
- 전체 길이; 62.5인치
- 무게; 10.4파운드

#### 짧은 육상형
- 사용; 1740–1797; 1740 (용기병), 1768 (보병); 표준 보병 머스킷 1793-1797.
- 총신 길이; 42인치
- 전체 길이; 58.5인치
- 무게; 10.5파운드

#### 인디아형
- 사용; 1797–1854; 표준 보병 머스킷 1797-1854. (동인도회사에서 이집트에서 이용할 목적으로 1797년 이전 일부 구매).
- 총신 길이; 39인치
- 전체 길이; 55.25인치
- 무게; 9.68파운드

#### 육상신형
- 사용; 1802–1854; 근위보병대와 제4보병연대에만 지급
- 총신 길이; 39인치
- 전체 길이; 55.5인치
- 무게; 10.06파운드

#### 경보병 육상신형
- 사용; 1811–1854; 제43, 제52, 제68, 제71 그리고 제85경보병대와 60보병중대에 지급됨
- 총신 길이; 39인치
- 전체 길이; 55.5인치
- 무게; 10.06파운드

이 머스킷과 표준 육상신형의 상세한 차이는 더 둥글다는 점을 제외하고는 배이커 라이플과 유사한 접히는 격발기 보호대이다.갈색 총신과 뒷면의 홈

#### 기병 카빈
사용; 1796–1838; 영국 기병대에 지급
- 총신 길이; 26인치
- 전체 길이; 42.5인치
- 무게; 7.37파운드

## 같이 보기
- 기총
- 리인액트먼트
- 머스킷
- 소총